# Harmonieorkest Guy Duijck
Het Harmonieorkest "Guy Duijck" uit Evergem werd gesticht in 1980 en staat onder leiding van Joeri Van hove, muziekleraar en trompettist. Guy Duijck, erecommandant kapelmeester van de zeemacht, componist, gewezen docent aan het conservatorium te Gent en gewezen directeur van de stedelijke muziekacademie te Ronse, verleende zijn naam en aanvaardde het peterschap van harmonieorkest "Guy Duijck". Het orkest is geklasseerd in ere-afdeling. Het werd tienmaal Provinciaal Fedekamkampioen en viermaal Nationaal Fedekamkampioen. Het harmonieorkest heeft ook een bijhorend jeugdorkest, met name het GEJO (Groot-Evergems JeugdOrkest)

## Activiteiten
Het orkest brengt zowel de meer populaire als de beter georkestreerde werken ter gelegenheid van:
- Een jaarlijks terugkerend nieuwjaarsconcert
- Een dubbelconcert, solistenconcert of jubileumconcert
- Een kerkconcert
- Populaire concerten zoals de aperitiefconcerten in "Het Huis van Alijn" (vroegere Museum voor Volkskunde) te Gent ter gelegenheid van de Gentse Feesten